# داوطلبان ملل متحد
برنامه داوطلبان سازمان ملل متحد (UNV) از سازمان‌های سازمان ملل متحد است که از طریق داوطلبی در سراسر جهان به صلح و توسعه کمک می‌کند. این سازمان که مستقر در بن، آلمان است، هر ساله در ۱۳۰ کشور فعال است. یوان‌وی، با داشتن شش دفتر منطقه‌ای و واحد میدانی در بسیاری از کشورها، توسط برنامه توسعه ملل متحد (UNDP) اداره می‌شود و به هیئت اجرایی UNDP گزارش می‌دهد.

## تاریخ
در سال ۱۹۶۲، سپاه صلح آمریکا کنفرانس بین‌المللی نیروی انسانی سطح متوسط را در پورتوریکو برگزار کرد، که در ان نقش داوطلبان بین‌المللی که در زمینه ایجاد مهارت در کشورهای در حال توسعه کمک می‌کنند، ترویج شد. در نتیجه، دبیرخانه سپاه صلح بین‌المللی، بعداً دبیرخانه بین‌المللی خدمات داوطلبانه (ISVS)، به عنوان یک سازمان جهانی برای ترویج خدمات داوطلبانه برای توسعه در سراسر جهان ایجاد شد. ابتکار داوطلبان ملل متحد در یک سخنرانی در دانشگاه هاروارد در ۱۳ ژوئن ۱۹۶۸ توسط محمدرضا شاه پهلوی پیشنهاد شد و UNV در ۱۹۷۰ توسط مجمع عمومی سازمان ملل تأسیس شد. ISVS در تأسیس UNV نقشی اساسی داشت و خود در سال ۱۹۷۶ منحل شد.